# السيدة كوي كوي
السيدة كوي كوي هي شبح في الأسطورة الحضرية النيجيرية التي تطارد المهاجع والممرات والمراحيض في المدارس الداخلية في الليل، بينما في المدارس النهارية تطارد المراحيض والطلاب الذين يأتون إلى المدرسة في وقت مبكر جدًا أو يغادرون المدرسة في وقت متأخر. غالبًا ما يتم تصويرها وهي ترتدي زوجًا من الأحذية ذات الكعب الأحمر أو ترتدي كعبًا واحدًا. إنها واحدة من أشباح المدارس الداخلية الأكثر شعبية في نيجيريا. 

## التسمية
إسم "السيدة كوي كوي" مأخوذ من الصوت الذي يصدره كعبيها عندما تأتي لتفترس الطلاب في الليل..[بحاجة لمصدر]

## الأصل
في نيجيريا، تم تصويرها كمعلمة أنيقة في مدرسة ثانوية معروفة بجمالها وكعبها الأحمر. كلما كانت تسير في الممرات، كان حذائها يصدر صوت "كوي كوي"، ومن هنا جاء اسم "السيدة كوي كوي". كما قيل إنها كانت سيئة للغاية مع الطلاب وكانت تضربهم دون سبب. تم طردها عندما صفعت طالبة وأصابت أذنها. في رحلة العودة إلى المنزل، تعرضت لحادث وتوفيت. قبل وفاتها أقسمت أنها ستنتقم من المدرسة وطلابها.
بعد فترة ليست طويلة، قال طلاب المدرسة الثانوية إنهم كانوا يسمعون في الليل صوت "كوي كوي" في ممرات مساكنهم بعد إطفاء الأنوار، تقريبًا مثل نقر الكعب على الأرض.
في حكاية أخرى، قيل أيضًا إنها كانت معلمة شريرة للغاية كانت تجلد طلابها كلما سنحت لها الفرصة. قال البعض إنها كانت سادية واستخدمت كونها معلمة كذريعة لإلحاق الألم الشديد والتعذيب كلما أرادت. لقد سئم طلابها من فشل إدارة المدرسة في توبيخها، فقرروا أن يأخذوا الأمر بأيديهم. وفي إحدى الليالي، عندما كانت تغادر المدرسة، حاصرها الطلاب، وكمموها حتى لا تصرخ، وبدأوا في ضربها بلا رحمة، فقتلوها. وبعد أن أدركوا الحقيقة، ألقوا بجثتها فوق السياج الخلفي للمدرسة وهربوا على أمل جعل الشهود يعتقدون أن الضرر كان بسبب لص مسلح.
وبشكل تدريجي، اختفى كل الطلاب باستثناء الطالب الذي ضربها بالحذاء. لقد أخبر الجميع باستمرار بما فعله هو والآخرون وأنه سمع صوت أحذية بكعب عالٍ تصطدم في سكنه كل ليلة، وهو ما اعتقد أنه يعني أنها قادمة إليه، لكن لم يصدقه أحد. وفي إحدى الليالي، قرر الذهاب لمعرفة مصدر الصوت، ومع ذلك، تعرض للضرب حتى الموت وتم العثور على جثته في الصباح التالي.
تم إغلاق المدرسة ونقل جميع الأطفال إلى مدارس جديدة، وذهب هؤلاء الأطفال لاحقًا لنشر الأسطورة في مدارسهم الجديدة. إنها تتجول في أروقة المساكن ليلاً وتعذب الطلاب وتتسبب في اختفاء كل من ينظر إليها.

## النشاط
تشتهر السيدة كوي كوي بشكل أساسي بمطاردة المباني المدرسية من خلال أنشطة تتراوح من فتح أبواب المدرسة، والغناء، والصفير، ومهاجمة الأشخاص في المراحيض أو الحمام، أو صفع الطلاب. ويصاحب وجودها دائمًا خطواتها. وقد تكون أيضًا غير مرئية باستثناء كعبها. في بعض الحكايات، غالبًا ما تزعج الطلاب في الليل، وتطلب كعبها الذي يُقال إنه مفقود.[بحاجة لمصدر]

## في الثقافة الشعبية
السيدة كوي كوي هي الشخصية الشريرة في كتاب الأطفال (Feyi Fay and The Case of the Mysterious Madam Koi Koi) للكاتبة Simisayo Brownstone.
مسلسل الرعب The Origin: Madam Koi-Koi على نتفليكس مستوحى بشكل كلي من الأسطورة الحضرية.